# گورانسکو
شهر گورانسکو (به روسی: Горанско) در کشور مونته‌نگرو واقع شده‌است. جمعیت این شهر ۳۳۴ نفر  است.